# Крекінг-установка у Скікді
Крекінг-установка у Скікді – складова нафтохімічного майданчика компанії ENIP (дочірня структура державної нафтогазової компанії Sonatrach), розташованого на узбережжі Середземного моря у місті Скікда.
В 1978 році у Скікді ввели в експлуатацію установку парового крекінгу, яка піддавала піролізу етан та могла випускати 120 тисяч тонн етилену. Споживачами зазначеного олефіну стали завод мономеру вінілхлориду потужністю 40 тисяч тонн (запущений в 1979-му) та лінія поліетилену низької щільності потужністю 48 тисяч тонн (1980). 
На початку 1990-х ENIP та іспанський нафтогазовий концерн Repsol створили спільне підприємство Societe Mediterraneenne des Polymeres (Polymed) з розподілом участі між партнерами 67% на 33%. Після семирічної затримки в 1998-му стартувало будівництво заводу поліетилену високої щільності потужністю 130 тисяч тонн, під спорудження якого піролізне виробництво планувалось модернізувати до показника у 220 тисяч тонн на рік. Проте у підсумку змогли завершити лише лінію полімеризації.
В 2014 році застарілу та малопотужну установку парового крекінгу зупинили через нерентабельність. Втім, станом на 2017-й все ще планувалось модернізувати її та повторно ввести в експлуатацію. Разом з тим, можливо відзначити, що в Алжирі тривалий час обговорюються проекти створення сучасних великих піролізних виробництв, котрі могли б використовувати наявну в країні сировинну базу.